# Campeonato Esloveno de Futebol de 2005-06
O Campeonato Esloveno de Futebol de 2005-06, oficialmente em Língua eslovena e por questões de patrocínio "Si.Mobil Vodafone Liga 05/06", (organizado pela Associação de Futebol da Eslovênia) foi a 15º edição do campeonato do futebol de Eslovênia. Os clubes jogavam em turno e returno - duas vezes. O campeão se classificava para a Liga dos Campeões da UEFA de 2006–07 e o vice e o terceiro se classificavam para a Copa da UEFA de 2006–07. O último colocado era rebaixado para o Campeonato Esloveno de Futebol de 2006-07 - Segunda Divisão. O penúltimo jogava playoffs com o vice campeão do ascenso.

## Participantes
| Equipe       | Cidade      | Região               | No ano anterior                                                         | Estádio                         | Capacidade | Títulos                                                              | Participações |
| ------------ | ----------- | -------------------- | ----------------------------------------------------------------------- | ------------------------------- | ---------- | -------------------------------------------------------------------- | ------------- |
| Celje        | Celje       | Savinjska            | Terceiro Lugar                                                          | Estádio Skalna Klet             | 2.500      | 0 (não possui)                                                       | 15            |
| Gorica       | Nova Gorica | Goriška              | Campeão                                                                 | Parque Desportivo Gorica        | 3.066      | 3 (1995-96, 2003-04, 2004-05)                                        | 15            |
| Maribor      | Maribor     | Podravska            | Sétimo Lugar                                                            | Estádio Ljudski vrt             | 12.435     | 7 (1996-97, 1997-98, 1998-99, 1999-2000, 2000-01, 2001-02, 2002-03)) | 14            |
| Primorje     | Ajdovščina  | Goriška              | Quarto Lugar                                                            | Estádio Municipal de Ajdovščina | 1.630      | 0 (não possui)                                                       | 14            |
| Koper        | Koper       | Litoral-Kras         | Décimo Primeiro Lugar                                                   | Estádio Bonifika                | 4.047      | 0 (não possui)                                                       | 12            |
| Domžale      | Domžale     | Eslovénia Central    | Vice Campeão                                                            | Parque Desportivo Domžale       | 3.212      | 0 (não possui)                                                       | 7             |
| Drava        | Ptuj        | Podravska            | Quinto Lugar                                                            | Estádio Municipal de Ptuj       | 1.592      | 0 (não possui)                                                       | 3             |
| Bela Krajina | Črnomelj    | Eslovénia do Sudeste | Décimo Lugar                                                            | Estádio Loka                    | 1.517      | 0 (não possui)                                                       | 2             |
| Nafta        | Lendava     | Pomurska             | Acesso pelo Campeonato Esloveno de Futebol de 2004-05 - Segunda Divisão | Parque Desportivo Lendava       | 2.000      | 0 (não possui)                                                       | 3             |
| Rudar        | Velenje     | Savinjska            | Acesso pelo Campeonato Esloveno de Futebol de 2004-05 - Segunda Divisão | Estádio Municipal Ob Jezeru     | 1.400      | 0 (não possui)                                                       | 13            |

## Campeão
| Campeão Esloveno 2005-06                 |
| ---------------------------------------- |
| Gorica (Nova Gorica) (4º título) Campeão |